# 掠奪の町
『掠奪の町』（りゃくだつのまち、原題:Texas）は、アメリカの西部劇映画。

## あらすじ
南北戦争が終わった直後の頃。元南軍兵士のダンとトッドは、仕事も無く2人そろって放浪の旅を続けていたが、強盗犯と間違えられたのをきっかけに別行動をとることとなった。
ダンは追跡をかわすためにマイクという女性から馬車を乗っ取るが、彼女はトッドの新しい勤め先である牧場主の娘だった。ダンはドクという人物の紹介で別の牧場主の手下となる。手下達は他の牧場から牛を盗んで転売するという荒っぽい仕事に手を染めており、市場の混乱を憤ったマイクの父が殺害される。有力者ウィンディーは取引を独占するため自分に牛の運搬を引き受けようとするが、トッドは自分達で解決するとしてはねのける。トッドが本当に自分で牛の運搬を始めたことを知ったウィンディーは、取引先を押さえるため多額の現金を持ち出す。ダンはウィンディーを裏切り現金を強奪し、ウィンディーも殺害。元々ウィンディーは嫌われ者だったため犯人探しは行われず、ダンは平然と町に残ってマイクの気を引こうとする。牛を運び終え町に戻って来たトッドは、善後策を講じるためダンと会談する。だがウィンディーの手下達から敵とみなし銃撃を受ける。トッドは軽傷だったがダンは逃避行をする羽目に陥る。実はダンが働いていた牧場はドクのもので、取引の独占もドクの意向であった。逃げ場を失ったダンは全ての黒幕であるドクと撃ち合い、二人とも死亡。傷心のトッドとマイクは町を捨てて旅に出る。

## キャスト
- ダン - ウィリアム・ホールデン
- トッド - グレン・フォード
- マイケル - クレア・トレヴァー
- ドク - エドガー・ブキャナン